# Парада поноса у Бечу
Парада поноса у Бечу или Бечки прајд (енгл. Vienna Pride) јест прослава која се одржава у Бечу, главном граду Аустрије, сваке године, као подршка једнакости за лезбијке, геј, бисексуалне и трансродне (ЛГБТ) особе. Укључује аустријску параду поноса, Параду дуге, које се одвија на бечком кружном путу (Ringstraße), на крају фестивала. 
Прва парада дуге одиграла се у суботу, 29. јуна 1996. године, а организовао ју је Аустријски лезбијски и геј форум. Парада дуге се одржава сваке године крајем јуна или почетком јула у суботу.. Ово је једна од малобројних демонстрација која обилази бечки кружни пут у смеру супротном од казаљке на сату.
Од 2003. године, параду организује асоцијација HOSI Vienna (Геј иницијатива Беча).
Бечки прајд је трајао две недеље 2018. године, а завршио се Парадом дуге у суботу, 16. јуна. 
Беч је организовао Европрајд 2001. и 2019. године., тако да је Бечки прајд преузео то име за догађаје организоване тих година.
Вилиџ бечког прајда (енгл. Vienna Pride Village) поставља се на трг испред Градске већнице и нуди мешавину културних догађаја, перформанса, хране и информација током друге недеље фестивала.
Трка бечког прајда (енгл. Vienna Pride Run) одржана је први пут 2018. године.